# Droga wojewódzka 418
Die Droga wojewódzka 418 (DW 418) ist eine vier Kilometer lange Droga wojewódzka (Woiwodschaftsstraße) in der polnischen Woiwodschaft Opole, die Reńska Wieś mit Kędzierzyn-Koźle verbindet. Die Strecke liegt im Powiat Prudnicki, im Powiat Głubczycki, im Powiat Kędzierzyńsko-Kozielski und im Powiat Raciborski.

## Streckenverlauf
Woiwodschaft Opole, Powiat Kędzierzyńsko-Kozielski
-  Reńska Wieś (Reinschdorf) (DK 38, DK 40, DK 45)
-  Kędzierzyn-Koźle (Kandrzin-Cosel) (DK 40, DW 408, DW 410, DW 423, DW 426)